# Письма Жанны д’Арк

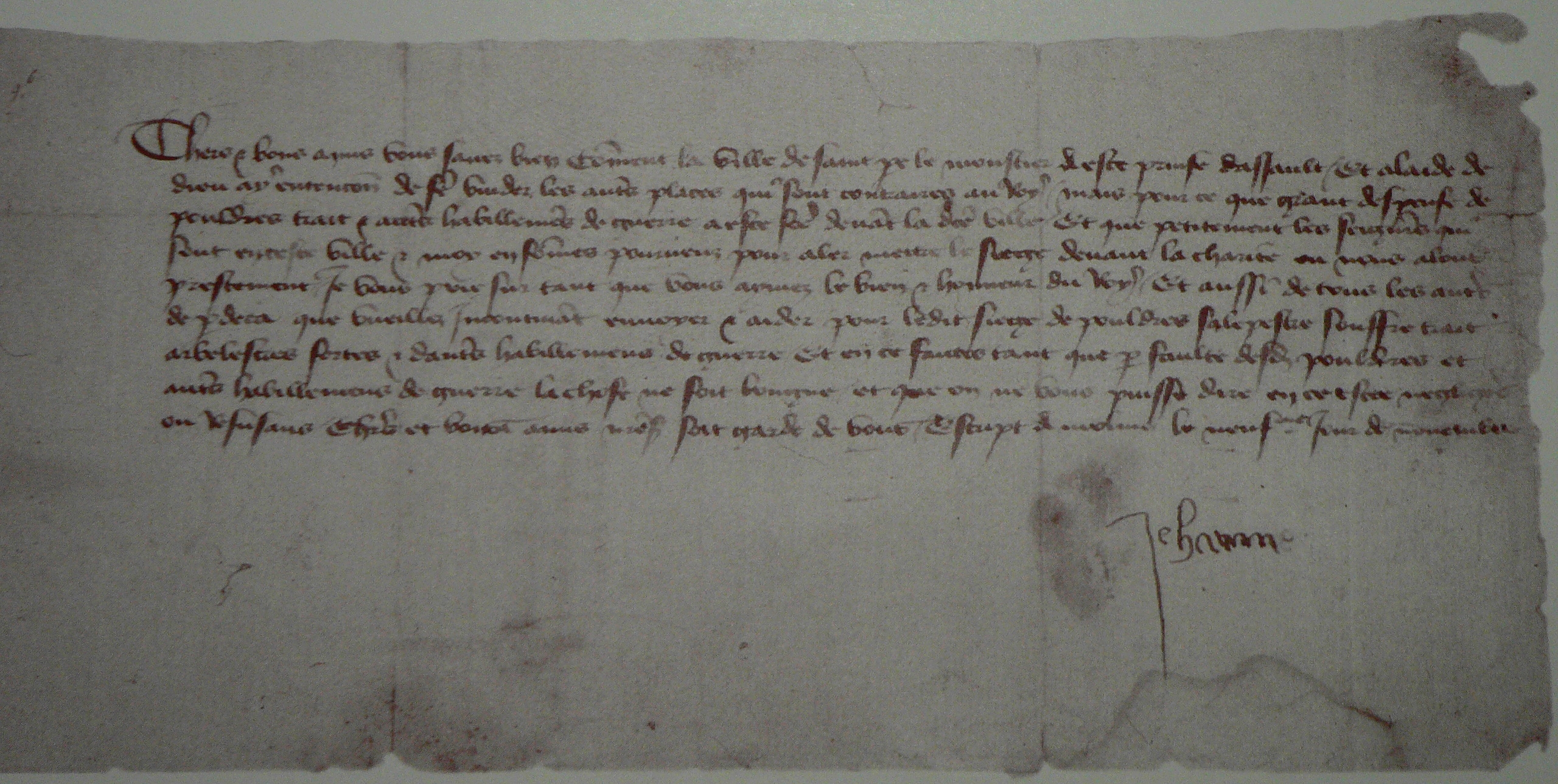
Письмо жителям Риома. 1429

Письма Жанны д’Арк (1429—1431) — рукописные документы, сохраняющиеся доныне в нескольких французских музеях и архивах и принадлежащие ко времени кампании на Луаре и коронации Карла VII в Реймсе. До нашего времени в подлиннике дошли пять из них, ещё семь известны по копиям и пересказам современников, причём одно из них (письмо к гуситам) некоторыми исследователями расценивается как подложное. Несколько писем считаются утраченными.

## Письмогерцогу Бедфорду(22 марта 1429)
Это письмо также известно под именем «первого письма англичанам». Текст составлен на среднефранцузском языке. Подлинник письма не сохранился. Наиболее аутентичными считаются копии, первая из которых приведена в документах инквизиционного процесса, вторая (восходящая к XV веку) считается утраченной, однако, с неё сохранился список, сделанный в XVIII веке и ныне находящийся в Национальной библиотеке Франции. Кроме того, несколько сокращенный и измененный текст того же письма приведен в «Дневнике Орлеанской осады и путешествия в Реймс», а также «Хронике Девы» и так называемом «Реестре Дофина», приписываемом Матье Томассену.
Копия XVIII века, считающаяся наиболее полной, сохраняет приписку, с именем адресата — «Герцогу Бетфорду, называющему себя регентом Франции а также его ставленникам, обретающимся под Орлеаном». Эта копия длиннее за счёт нескольких пояснений и дополнений — так к предложению «Знайте, что Владыка Небес даст Деве силу, превосходящую все, что вы способны бросить в бой, у неё есть доброе войско; и вскоре мы увидим, на чьей стороне правда — Владыки Небес» добавлено «или вашей», в документах инквизиционного процесса эти пояснения, по-видимому, были опущены как незначащие или прямо противоречащие настрою трибунала.
Письмо составлено во время движения отряда Жанны на помощь осажденному Орлеану и представляло собой предложение начать мирные переговоры. По воспоминаниям Тибо, оруженосца Жанны, на процессе реабилитации, первый вариант письма составлен был в Пуатье и продиктован Жану Эро.
Она же, осведомившись у него, имеются ли в его распоряжении бумага и чернила, сказала: «Запишите за мной следующее: Вы, Суффорт, Классидас и Ла Пуль, я приказываю вас именем Владыки Небесного, дабы вы отправлялись назад в Англию.»
 (Из показаний на Процессе Реабилитации, собственно текст на среднефранцузском языке, показание Тибо записано на латыни).

## Третье письмо англичанам[3]

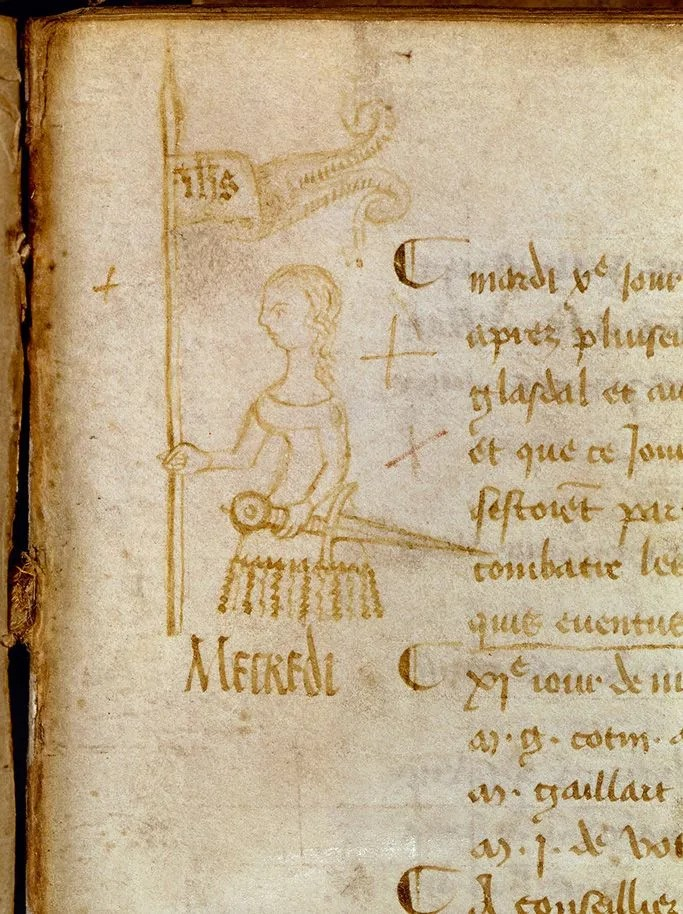
Жанна. Рисунок на полях реестра парижского Парламента, выполнен письмоводителем Клеманом Фокембергом

Написано в Орлеане 5 мая 1429 года после первой победы осаждённых, захвативших английский форт Сен-Лу. Представляет собой последнюю попытку решить дело миром, а также вынудить англичан отпустить задержанного герольда Жанны (так как его задержание находилось в вопиющем противоречии с правилом неприкосновенности вестника, принятом в то время). Письмо было обернуто вокруг стрелы и выпущено лучником у начала разрушенного моста. Англичане ответили на послание оскорблениями и проклятиями.
Подлинник не сохранился. Текст письма известен только из показаний духовника Жанны — Жана Пакереля, сделанных на Процессе Реабилитации. Показание Пакереля записано на латинском языке.

## Письмо жителям Турне
Написано 25 июня 1429 года во время так называемой «Луарской кампании», когда после освобождения Орлеана французская армия под командованием Жанны, почти не встречая сопротивления, прошла от Орлеана до Реймса, где и состоялась коронация Карла VII. В письме Жанна уведомляет жителей Турне о пленении Саффолка и его брата Томаса де ла Поля в битве при Пате, а также о гибели Джона де ла Поля и Уильяма Гласдейла, и заверяет, чтобы поднять боевой дух горожан, боявшихся возможной осады, что в скором времени состоится коронация.
Письмо впервые обнаружено и опубликовано Фредериком Энебером в издании Archives Historiques et Litéraires (1837, т. 1, стр. 20). Подлинник письма сохранялся в городском архиве, но был утерян во время Второй Мировой войны; копия (на среднефранцузском языке), впрочем, существует и поныне в т. н. «Регистре решений знаменных коллежей» (Турне). Ныне хранится в архиве города, номер хранения — Q 125.

## Письмо жителямТруа
Письмо написано 4 июля 1429 года в Сен-Фале, во время «Луарской кампании». Труа, в котором стоял английский гарнизон, отказался открыть ворота перед войском Жанны, и решено было начать осаду города. Письмо имело своей целью склонить жителей к добровольной сдаче, что собственно и произошло в дальнейшем.
Подлинник письма не сохранился. Известен список, сделанный в конце XV века Жаном Рожье, богатым горожанином родом из Реймса. Существует несколько копий, наиболее сохранившаяся из которых ныне находится в библиотеке Реймса.

## Письмо герцогу Бургундскому
Адресовано герцогу Бургундскому, Филиппу Доброму, деятельному союзнику англичан, представляет собой попытку склонить его к миру. В письме Жанна напоминает ему о своем первом послании (не сохранилось), и упрекает за то, что герцог оставил без ответа её приглашение прибыть на коронацию Карла VII.
Письмо написано 17 июля 1429 года в Реймсе, в день коронации. Сохранилось в подлиннике, пергамент не подписан. Ныне находится в Архиве Северных Департаментов (Лилль, Франция).

## Первое письмо жителямРеймса
Написано 5 августа 1429 года в Провене. Речь в письме идет о перемирии, заключённом между войсками Жанны и герцога Бургундского, которое она обязуется соблюдать «из уважения к названному принцу». Без подписи. Сохранилось в подлиннике, как полагается, вплоть до начала XX века оно принадлежало семье д’Арк, в частности, в 1620 г. его владельцем был Шарль дю Лис, потомок одного из братьев Жанны. Факсимиле письма впервые снято графом Конрадом де Малессе-Меленом, опубликовано Ж. Кешра. Перешло в собственность Реймса и сохранялось в городском архиве. Ныне находится в Музее истории Франции.

## Письмографу д’Арманьяку
Написано 22 августа 1429 года в Компьене. Представляет собой ответ на письмо графа, спрашивавшего Жанну, кого из трёх соперничавших пап она почитает. Ответом Жанны было то, что она почитает «того папу, который в Риме». Подлинник на среднефранцузском языке не сохранился. Известно из документов обвинительного процесса, где было использовано как «свидетельство» якобы питаемого Жанной недоверия к церкви.

## Письмо жителямРиома

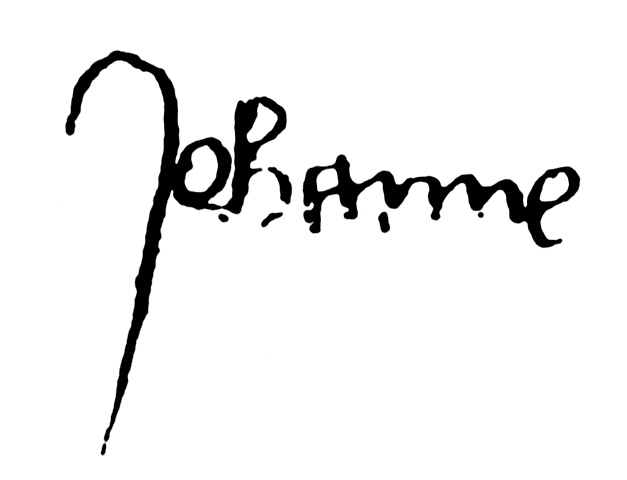
Подпись Жанны, сохранившаяся на письме к жителям Риома

Написано 9 ноября 1429 года в Мулене. Язык письма — среднефранцузский, сохранилось в подлиннике. Несет на себе первую из трёх сохранившихся подписей — «Жанна» (Jehanne). Содержит просьбу к жителям Риома прислать ей пушечный порох и военное снаряжение «надобные для осады Ла Шарите-сюр-Луар». Обнаружено среди документов, хранившихся в ратуше города Риома, в 1884 году Запечатано красным воском, до настоящего время сохранился только реверс. Изначально на ней просматривался отпечаток пальца и введенный в воск чёрный волос, как то было в обычаях времени. В 1891 году именно эта часть пропала при неясных обстоятельствах. Написано на бумаге с филигранью «латная перчатка». Ныне сохраняется в городском архиве Риома, номер хранения — АА-33.

## Второе письмо жителям Реймса
Написано в Сюлли 16 марта 1430 года. Сохранилось в подлиннике, язык — среднефранцузский. Подписано «Жанна» (Jehanne). Кроме собственно оригинала, известна копия, сделанная Ножье в XVIII веке, в ней, впрочем, содержится несколько неточностей. Бумага с филигранью «бык». Принадлежало семье д’Арк, выставлено на продажу в 1965 году, но после вмешательства Министерства Культуры снято с торгов. 17 февраля 1970 года выкуплено за 150 тыс. франков Виктором и Этьенном Лансонами совместно с Пьером Леви и безвозмездно передано тогдашнему мэру Реймса Жану Тетинже. Сохраняется в городском архиве.

## Третье письмо жителям Реймса
Написано в Сюлли 28 марта 1430 года. Сохранилось в подлиннике; на письме стоит третья и последняя из ныне известных подписей Жанны — Jehanne. В настоящее время хранится в семье Малесси-Мелён — прямых потомков одного из братьев Жанны.

## Гуситам(«богемскимеретикам»)
Написано на латинском языке 23 марта 1430 года. Стиль письма весьма угрожающ — «богемским еретикам» предписывается вернуться в лоно католической церкви, в противном случае против них будут выдвинуты войска. Письмо подписано духовником Жанны — Жаном Пакерелем, из чего иногда делается вывод, что сама она к этому письму отношения не имела. Существует также гипотеза, что письмо изготовлено немцами во время гуситских войн и представляет собой попытку повлиять подобным образом на руководителей восстания, среди которых авторитет Жанны был достаточно высок. Латинский подлинник найден в венском архиве, опубликован вместе с немецким переводом де Ормейром в 1834 году.

## Утраченные письма[6]
- Дофину Карлу (около 21—22 февраля 1429, Сен-Катрин — Фьербуа). Упомянуто во время допроса Жанны на инквизиционном процессе. «Я же отправила королю письмо, спрашивая, будет ли мне дозволено прибыть к нему, в город, в каковом он тогда обретался, ибо я уже оставила позади пятьдесят льё единственно чтобы добраться до него и прийти ему помощь, а также сообщить ему добрые вести. Помнится, в сказанном письме я также упоминала, что сумею узнать его среди всех прочих.»
- Родителям. (около 21—22 февраля 1429, Фьербуа). Упомянуто во время допроса Жанны на инквизиционном процессе. «Я писала им, и они меня простили».
- Клирикам церкви Св. Катерины что во Фьербуа (март — апрель 1429). Согласно её собственным показаниям во время инквизиционного процесса, Жанна согласно распоряжению «голосов» пожелала получить для себя меч, якобы спрятанный за престолом церкви. Меч действительно удалось отыскать, и долгое время он служил своей хозяйке. «Я писала клирикам, бывшим там, спрашивая, угодно ли им, чтобы названный меч достался мне, они же в ответ отправили его мне.»
- Второе письмо англичанам, осаждавшим Орлеан (конец апреля — начало мая 1429). Упоминание о нём сохранилось в письме, известном из показаний Пакереля на процессе реабилитации. «Я писала вам дважды, и более писать не намерена». Первое из этих посланий сохранилось и известно как «Письмо герцогу Бедфортскому».
- Герцогу Бургундскому (конец июня 1429). Содержало приглашение забыть вражду и прибыть в Реймс на коронацию Карла VII. По всей видимости, оставлено без ответа, за что Жанна упрекает герцога в своем втором послании.
- Жителям Труа (21 сентября 1429). Написано в Жиене. («На сказанном собрании оглашены были также некие письма, Жанны Девы, писанные в Жиене, в XXII день сказанного месяца, в каковых она представляется сказанным мессерам и уведомляет их о случившемся с ней и среди прочего о ранении, ею полученным под Парижем.»)
- Жителям Клермона (совместно с коннетаблем д’Альбре; 7 ноября 1429). Упоминание об этом письме сохранилось в «Книге памяти и свершений Клермона, или Собачьей книге» («Также следует помнить, что Жанна Дева, посланница Бога, совместно с монсеньором Лебре в VII день ноября, года тысяча четыреста двадцать девятого, направили жителям Клермона письмо, в каковом сказано было, чтобы город изволил поставить им ружейный порох, артиллерию и иное воинское снаряжение, надобное для осады Ла Шарите.»)[8]
- Неизвестным адресатам (1429?) — об этих письмах сохранилось упоминание в счётной книге города Компьеня за 1428—1429 годы. («Тассару дю Тийе за путешествие как в Компьень, так и в иные места к королю и господину нашему, для передачи и получения вестей, во время каковых путешествий он доставлял письма Девы, обретавшейся при особе короля, каковое путешествие отняло у него XV дней, и возвращение из какового пришлось на XVI день сказанного августа месяца — CV солей.» Там же, несколько ниже: «Ему же, за путешествие в Сен-Дени и иные места, к королю и господину нашему, для передачи и получения вестей, во время какового путешествия он доставил письма от сказанного сеньора и Девы, и каковое путешествие отняло у него XVIII дней, и возвращение из какового пришлось на XIV день сентября — CV солей и IX денье.»
- Королю (около 20 ноября 1429, Монфокон). Касалось отношения к Катерине де ла Рошель, также уверявшей, будто слышит небесные голоса, требующие от неё оказать помощь Франции. Упомянуто во время допроса 3 марта на инквизиционном процессе.
- Магистратам города Тура (январь 1420). Упоминание о письме сохранилось в реестрах мэрии города Тура. В своем письме Жанна просила магистрат выдать от её имени дочери Юва Польнуара, художника, принимавшего участие в создании для неё знамени «от имени Девы Жанны, каковая прибыла в названное королевство к его королю, дабы воевать на его стороне, говоря притом ему, будто её воля Владыки Небес подвигла её против англичан, врагов сказанного королевства, каковая Жанна писала городу, прося, чтобы сказанной девице ради свадьбы её сказанный город выдал вознаграждение в сумме ста экю». Просьба уважена не была, так как магистрат, по его собственным уверениям, мог тратить городскую казну исключительно на нужды обороны, однако, должностные лица города постановили посетить свадьбу Эвуат Польнуар, где новобрачной были поднесены «1 сетье пшеницы и 4 сосуда [белого] вина, всего на сумму 4 турских ливра и 20 солей».

## Спор о грамотности Жанны д’Арк
Во время процесса в Пуатье, Жанна, как то следует из сохранившихся документов, утверждала, что «не знает ни А ни Б», и в то же время на пяти из сохранившихся семнадцати писем стоит её подпись, особенно отчётливая в третьем письме к жителям Реймса. Чтобы разрешить это противоречие, граф Конрад де Малесси-Мелён выдвинул предположение, будто Жанна, воспользовавшись временем перемирия (с 6 августа по 9 ноября 1429 года), успела обучиться письму и чтению. Эту же гипотезу поддержали такие крупные исследователи и биографы Орлеанской Девы, как Р. Перну и В. Клэн, отмечая к тому же, что во время Инквизиционного процесса Жанна требовала, чтобы ей были предоставлены материалы дела, тогда как обвиняемые по делу о ереси, как правило, не имели права прибегать к услугам адвоката (и Жанна действительно не имела такового) и следовательно, прочесть документы ей было некому.
Противоположная точка зрения сводится к тому, что рукой Жанны при подписании водил кто-то другой, однако, проведённая в недавнее время графологическая экспертиза с достаточной точностью установила, что в отличие от текста собственно писем, принадлежащим различным писцам (письма в то время было принято диктовать), все подписи без сомнения выполнены одним лицом. Таким образом, вопрос этот ещё нельзя считать окончательно решённым.